# مريم بالقاضي
مريم بالقاضي هي مذيعة تونسية تقدم برنامج "في تونس اليوم" في قناة تلفزة تي في. قدمت برنامج تونس اليوم في قناة الحوار التونسي صحبة المعلقين مايا القصوري وشكيب درويش ولطفي العماري.

## أعمالها
- تونس اليوم، الحوار التونسي
  - الموسم 2: 23 سبتمبر 2019 - مايو 2020
  - الموسم 3: 28 سبتمبر 2020 - الآن
- لو غران ديبا (Le Grand Débat)، شمس أف أم
- الماتينال، شمس أف أم
  - الموسم 1
  - الموسم 2: 12 سبتمبر 2022 - الآن
- من تونس اليوم، تلفزة تي في، 2 أكتوبر 2023 - الآن